# Siderops
Siderops kehli
Genre
Espèce
Siderops est un genre fossile d'amphibiens géants ayant vécu en Australie et au Lesotho dans le Sud de l'Afrique durant le Jurassique inférieur. Ces amphibiens temnospondyles sont généralement rattachés aux brachyopoïdes.
Ce genre n'est représenté que par l'espèce Siderops kehli.
Les restes fragmentaires du fossile du Lesotho n'ont pas permis une attribution précise. Ils sont considérés comme appartenant à un « Chigutisauridae indéterminé, cf. Siderops sp. », ce qui indique sa ressemblance avec le genre Siderops.

## Description
La longueur totale de Siderops kehli a été estimée à 2,5 m et celle de son crâne à 50 cm.

## Classification
Le nom valide complet (avec auteur) de ce taxon est Siderops Warren (d) & Hutchinson (d), 1983.